# Древо життя (фільм)
«Дерево життя» (англ. The Tree of Life) — американський повнометражний фільм-драма 2011 року режисера Терренса Маліка за його власним сценарієм. У філософському фільмі-містерії Т. Малік веде хроніку походження і значення людського життя за допомогою образів-спогадів із дитинства людини середнього віку про свою сім'ю, що живе в 1950-х рр. в Техасі та украпленням кадрів про генезис Всесвіту і початку життя на Землі. Прем'єра фільму відбулася на Каннському кінофестивалі, на якому отримав «Золоту пальмову гілку». Фільм отримав широке визнання серед кінокритиків, проте і зазнав критики за використання Т. Маліком технічних і художніх образів, директивного стилю. Фільм отримав три номінації премії Американської кіноакадемії на найкращий фільм, найкращий режисер і за найкращу операторську роботу.
В Україні прем'єра відбулась на 9 червня 2011 року; в українських кінотеатрах фільм демонструвався російською мовою з українськими субтитрами.
Українською мовою фільм озвучено студією «Омікрон» на замовлення Hurtom.com у квітні 2012 року у рамках проєкту «Хочеш кіно українською? Замовляй!». Також 18 квітня 2014 року відбулась прем'єра на українському телебаченні у програмі Підпільна імперія на телеканалі 1+1; українською мовою для 1+1 було озвучено "студією 1+1". 

## Сюжет
| Ми спостерігаємо за розвитком 11-річного Джека, одного з трьох братів. Спочатку дитині все здається чудовим. Очима своєї душі він спостерігає за вчинками мами. Вона являє собою любов і милосердя, у той час, як батько намагається навчити сина, що в реальному світі на перше місце необхідно завжди ставити себе. Кожен з батьків намагається переманити Джека на свій бік, і він повинен погодитися з їх домаганнями. Дійсність стає похмурішою, коли головному герою вперше доводиться зіткнутися з болем, стражданнями і смертю. Колись абсолютно ясний світ перетворюється на лабіринт. |

## У ролях
- Бред Пітт — містер О'Браєн
- Шон Пенн — Джек
  - Гантер МакКракен — Джек в дитинстві
- Джессіка Честейн — місис О'Браєн
- Ларамі Епплер — Л. Р.
- Тай Шерідан — Стів
- Фіона Шоу — бабуся
- Джессіка Фусельє — гід
- Кері Матчетт — колишня Джека
- Ніколас Гонда — містер Рейнольдс
- Вілл Воллес — архітектор
- Келлі Кунс — о. Гейнс

## Сприйняття

### Критика
Фільм отримав загалом позитивні відгуки: Rotten Tomatoes дав оцінку 84 % на основі 248 відгуків від критиків (середня оцінка 8,1/10) і 59 % від глядачів із середньою оцінкою 3,3/5 (54,237 голосів), Internet Movie Database — 6,8/10 (89 127 голосів), Metacritic — 85/100 (43 відгуки криків) і 6,4/10 від глядачів (410 голосів).

### Касові збори
Під час показу у США, що стартував 27 травня 2011 року, протягом першого тижня фільм показали у 4 кінотеатрах і він зібрав $372,920, що на той час дозволило йому зайняти 15 місце серед усіх прем'єр. Показ протривав 154 дні (22 тижні) і закінчився 27 жовтня 2011 року, зібравши у прокаті у США $13,303,319, а у світі — $41,000,000, тобто $54,303,319 загалом при бюджеті $32 млн.
В Україні показ почався 16 червня 2011 року, протягом першого тижня фільм показали у 9 кінотеатрах і він зібрав $30,693, що на той час дозволило йому зайняти 7 місце серед усіх прем'єр. Показ протривав 35 днів (5 тижнів) і закінчився 17 липня 2011 року, зібравши у прокаті в Україні $109,264.

### Нагороди й номінації[11]
| Рік  | Нагорода                                  | Категорія                    | Номінант          | Результат |
| ---- | ----------------------------------------- | ---------------------------- | ----------------- | --------- |
| 2011 | Каннський кінофестиваль                   | Золота пальмова гілка        | Терренс Малік     | Перемога  |
| 2012 | 84-та церемонія вручення нагороди «Оскар» | Найкраща режисерська робота  | Терренс Малік     | Номінація |
| 2012 | 84-та церемонія вручення нагороди «Оскар» | Найкраща операторська робота | Еммануель Любецкі | Номінація |
| 2012 | 84-та церемонія вручення нагороди «Оскар» | Найкращий фільм              |                   | Номінація |